# Hokejista sezony Tipsport ELH
Hokejista sezony Tipsport extraligy ledního hokeje je ocenění pro nejlepšího hokejistu sezóny české hokejové extraligy. Toto ocenění sponzoruje a uděluje BPA sport marketing a o udělení rozhodují fanoušci v internetovém hlasování. Trofej je udělována od sezóny 1995/96.

## Držitelé
| Sezóna    | Hráč             | Tým                                    |
| --------- | ---------------- | -------------------------------------- |
| 1995/1996 | Roman Turek      | HC České Budějovice                    |
| 1996/1997 | Jiří Dopita      | HC Petra Vsetín                        |
| 1997/1998 | Jiří Dopita      | HC Petra Vsetín                        |
| 1998/1999 | Jiří Dopita      | HC Slovnaft Vsetín                     |
| 1999/2000 | František Kučera | HC Sparta Praha                        |
| 2000/2001 | Jiří Dopita      | HC Slovnaft Vsetín                     |
| 2001/2002 | Petr Bříza       | HC Sparta Praha                        |
| 2002/2003 | Roman Málek      | HC Slavia Praha                        |
| 2003/2004 | Roman Málek      | HC Slavia Praha HC Lasselsberger Plzeň |
| 2004/2005 | Tomáš Kaberle    | HC Rabat Kladno                        |
| 2005/2006 | Petr Bříza       | HC Sparta Praha                        |
| 2006/2007 | Petr Sýkora      | HC Moeller Pardubice                   |
| 2007/2008 | Roman Turek      | HC Mountfield České Budějovice         |
| 2008/2009 | Martin Straka    | HC Lasselsberger Plzeň                 |
| 2009/2010 | Dominik Hašek    | HC Eaton Pardubice                     |
| 2010/2011 | Martin Růžička   | HC Oceláři Třinec                      |
| 2011/2012 | Petr Nedvěd      | Bílí Tygři Liberec                     |
| 2012/2013 | Jan Kovář        | HC Škoda Plzeň                         |
| 2013/2014 | Petr Ton         | HC Sparta Praha                        |
| 2014/2015 | Martin Ručinský  | HC Verva Litvínov                      |
| 2015/2016 | Roman Červenka   | Piráti Chomutov                        |
| 2016/2017 | Michal Vondrka   | Piráti Chomutov                        |
| 2017/2018 | Milan Gulaš      | HC Škoda Plzeň                         |
| 2018/2019 | Milan Gulaš      | HC Škoda Plzeň                         |
| 2019/2020 | Milan Gulaš      | HC Škoda Plzeň                         |
| 2020/2021 | Matěj Stránský   | HC Oceláři Třinec                      |
| 2021/2022 | Filip Chlapík    | HC Sparta Praha                        |
| 2022/2023 | Lukáš Sedlák     | HC Dynamo Pardubice                    |
| 2023/2024 | Tomáš Filippi    | Bílí Tygři Liberec                     |
| 2024/2025 | Ondřej Beránek   | HC Energie Karlovy Vary                |